# Яунаннинская волость
Яунаннинская волость (латыш. Jaunannas pagasts) — одна из шестнадцати территориальных единиц Алуксненского края Латвии. Находится на юге края. Граничит с Аннинской, Малиенской и Малупской волостями своего края, Кубулской волостью Балвского края, а также с Литенской и Стамериенской волостями Гулбенского края.
Крупнейшими населёнными пунктами волости являются сёла: Яунанна (волостной центр), Легерниеки, Межтекас, Свари.
Через Яунаннинскую волость по направлению с юга на север, проходит региональная автодорога P43 (Литене — Алуксне).
По территории волости протекают реки: Вилкупе, Зверупите, Иеведне, Панасите, Папарзе, Педедзе, Сварите, Умара.

## История
В 1945 году в Аннинской волости Валкского уезда был создан Мейерский сельский совет, получивший своё название в честь партизана Хуго Мейера и находившийся в 1945—1949 годах в составе Алуксненского уезда.
После отмены в 1949 году волостного деления Мейерский сельсовет входил поочерёдно в состав Алуксненского (1949—1962, 1967—2009) и Гулбенского (1962—1967) районов.
В 1990 году Мейерский сельсовет, переименованный 22 ноября того же года в Яунаннинский, был реорганизован в волость. В 2009 году, по окончании латвийской административно-территориальной реформы, Яунаннинская волость вошла в состав Алуксненского края.